# Adolphe Teikeu
Adolphe Teikeu Kamgang (ur. 23 czerwca 1990 w Bandjoun) – kameruński piłkarz, grający na pozycji obrońcy.

## Kariera piłkarska

### Kariera klubowa
Piłkarską karierę rozpoczął w klubie Arsenal Yaoundé. W lutym 2009 przeszedł do ukraińskiego klubu Metałurha Zaporoże. Na początku lutego 2013 roku został wypożyczony na pół roku do FK Krasnodar. Po wygaśnięciu kontraktu 21 marca 2014 roku podpisał kontrakt z Czornomorcem Odessa. 24 lutego 2015 został wypożyczony na pół roku do Tereka Grozny. Po zakończeniu sezonu 2014/15 opuścił odeski klub. Latem 2015 przeszedł do FC Sochaux-Montbéliard. W lipcu 2018 przeniósł się do saudyjskiego Ohod Club.

### Kariera reprezentacyjna
W 2009 występował w młodzieżowej reprezentacji Kamerunu U-20 na Mistrzostwach Świata U-20, w której rozegrał 3 gry.